# Jugend debattiert international

VIII. Mezinárodní finále ve Varšavě (Polsko), 17.10.2014

Jugend debattiert international / Mezinárodní debaty mládeže - soutěž pro žáky ve střední a východní Evropě je mezinárodní debatní soutěž probíhající v České republice, Estonsku, Litvě, Lotyšsku, Maďarsku, Polsku, Rusku, a na Ukrajině. Projekt finančně a organizačně zaštiťují Goethe-Institut, nadace „Vzpomínka, odpovědnost, budoucnost“, obecně prospěšná nadace Hertie a Německá centrála pro vzdělávání v zahraničí. Kromě těchto partnerů se na financování projektu podílí také lokální subjekty: v České republice ho podporuje Česko-německý fond budoucnosti, v Polsku Nadace pro německo-polskou spolupráci a v Litvě Informační a technické centrum pro žáky.
Mezinárodní debaty mládeže jsou zatím jedinou mezinárodní debatní soutěží v němčině, která probíhá na školách. Jejím cílem je přispívat k tomu, aby mladí lidé ze střední a východní Evropy uměli formulovat své názory a stanoviska na základě znalostí faktů a přesvědčivě je prezentovat. Projekt chce posilovat postavení debaty jako nástroje demokratické výměny názorů a podporuje aktivní mnohojazyčnost v Evropě. Na nižších úrovních soutěže se debatuje především o tématech ze života školy, na celostátní a mezinárodní úrovni pak o základních a lidských právech, dějinách (zvláště o vyrovnání se s historickým bezprávím) a o Evropě.
Projektu se mohou účastnit žáci od prvního ročníku středních škol a odpovídajících ročníků gymnázií, kteří ovládají německý jazyk minimálně na úrovni B2 Společného Evropského referenčního rámce.

## Soutěž
V školním roce 2015/2016 se soutěže zúčastnilo ca 2300 žáků na 157 různých školách, kde byl projekt integrován do výuky. Tomu předcházelo školení, které učitele seznámilo s tématy a pravidly soutěže a umožnilo jim tak zařadit debaty do výuky němčiny. Žáci spolu debatovali na různých úrovních od školní až po celostátní a mezinárodní finále, kam postoupili vítězové celostátních soutěží ze všech osmi zemí zapojených do projektu. Od roku 2010 je na mezinárodní úrovni v roli mentorů podporovali vítězové soutěže Mládež debatuje z Německa.

## Průběh a hodnocení debat
Vždy čtyři žáci, dva pro a dva proti, debatují celkem 24 minut v němčině na politicky a společensky relevantní téma (např. „Má být Turecko přijato do EU?“). Forma debaty je přitom přesně vymezena: Každý ze čtyř řečníků má na začátku dvě minuty, aby se mohl vyjádřit. Pak následuje 12 minut diskuse všech debatantů a na konci má každý opět jednu minutu pro závěrečné shrnutí stanoviska, které se na základě vyslechnutých argumentů v průběhu debaty může i změnit.
Debata je hodnocena tří- až pětičlennou porotou prostřednictvím bodů. Hodnotícími kritérii jsou znalost problematiky (ví řečník, o co jde?), schopnost vyjádření se (jak vyjádřil to, co si myslí?), schopnost rozhovoru (vnímá řečník ostatní?), schopnost přesvědčit (zdůvodnil řečník to, co říká?). Jazykové znalosti nejsou hodnoceny. Porotci dávají každému řečníkovi tipy a doporučení na zlepšení svého výkonu.

## Historie
Soutěž Jugend debattiert international se poprvé konala v roce 2005 v České republice a v Polsku. Od roku 2006 se jí účastní také školy z Estonska, Litvy, Lotyšska a Ukrajiny. Po dvouleté pilotní fázi začal projekt v roce 2009 probíhat i na školách v Moskvě a Petrohradě a ve školním roce 2010/11 se dále rozšířil do Maďarska. Od roku 2016 se projektu účastní i Slovensko a Slovinsko.

### Mezinárodní finále
| finále                                                     | téma debaty                                                                                               | záštita/čestný host                                                                                           | vítěz                                                                   |
| ---------------------------------------------------------- | --- | --- | ----------------------------------------------------------------------- |
| I. Mezinárodní finále v Praze (Česko), 05.10.2007          | "Má být v Evropské unii popírání holocaustu trestným činem?"                                              | Václav Havel, exprezident ČR / Wolfgang Thierse, viceprezident Německého spolkového sněmu                     | Jakub Štefela, Liberec (Česko) a Peer Klüßendorf, Rostock (Německo)     |
| II. Mezinárodní finále ve Varšavě (Polsko), 24.10.2008     | „Mají být učebnice dějepisu ve školách jednotlivých zemí nahrazeny společnou evropskou učebnicí?"         | Bronisław Komorowski, maršálek polského Sejmu / Gerda Hasselfeldt, viceprezidentka Německého spolkového sněmu | Barbara Wasilewska, Varšava (Polsko) a Wiebke Neelsen, Wismar (Německo) |
| III. Mezinárodní finále v Praze (Česko), 26.02.2010        | "Má být 23. srpen vyhlášen evropským dnem památky obětí totalitních a autoritativních režimů?"            | Václav Havel, exprezident ČR / Petra Pau, viceprezidentka Německého spolkového sněmu                          | Jitka Rutrlová, Praha (Česko) a Maximilian Behrens, Münster (Německo)   |
| IV. Mezinárodní finále v Berlíně (Německo), 12.11.2010     | „Má služba Google Street View zachycovat všechna evropská velkoměsta?“                                    | čestný host: státní tajemník Harro Semmler, ředitel Německého spolkového sněmu                                | Irina Avdeeva, Moskva (Rusko)                                           |
| V. Mezinárodní finále v Kyjevě (Ukrajina), 21.10.2011      | „Mají se všechny evropské země zákonem zavázat, že v dohledné době přestanou využívat atomovou energii?“  | Vitalij Kličko / Dr. Hans-Jürgen Heimsoeth, velvyslanec Spolkové republiky Německo na Ukrajině                | Annett Lymar, Viljandi (Estonsko)                                       |
| VI. Mezinárodní finále ve Vilniusu (Litva), 19.10.2012     | „Má být podněcování náboženské nesnášenlivosti v Evropě trestným činem?”                                  | záštita: Emanuelis Zingeris, předseda zahraničního výboru litevského Sejmu                                    | Gréta Szabó, Budapešť (Maďarsko)                                        |
| VII. Mezinárodní finále v Budapešti (Maďarsko), 18.10.2013 | „Mají být bojkotovány velké sportovní akce v zemích, které porušují lidská práva?“                        | záštita: Viktor Kassai, nejlepší světový fotbalový rozhodčí roku 2011                                         | Dominika Perlínová, Praha (Česko)                                       |
| VIII. Mezinárodní finále ve Varšavě (Polsko), 17.10.2014   | „Mají být zakázány extremistické strany?“                                                                 | záštita: Władysław Bartoszewski , diplomat, novinář a historik                                                | Anastasija Minitš, Tallinn (Estonsko)                                   |
| IX. Mezinárodní finále v Rize (Lotyšsko), 23.10.2015       | „Mají se členské státy Rady Evropy zavázat k tomu, každoročně přijmout alespoň určitý počet uprchlíků?“   | záštita: Andris Bērziņš , bývalý prezident Lotyšska                                                           | Anna Ryan, Budapest (Maďarsko)                                          |
| X. Mezinárodní finále v Praze (Česko), 23.09.2016          | „Mají být země s prokázaným státně organizovaným dopingem vyloučeny z mezinárodních sportovních soutěží?“ | záštita: Karel Schwarzenberg , bývalý ministr zahraničí                                                       | Khoi Nguyen, Praha (Česko)                                              |